# Bezirksgericht Kamenz

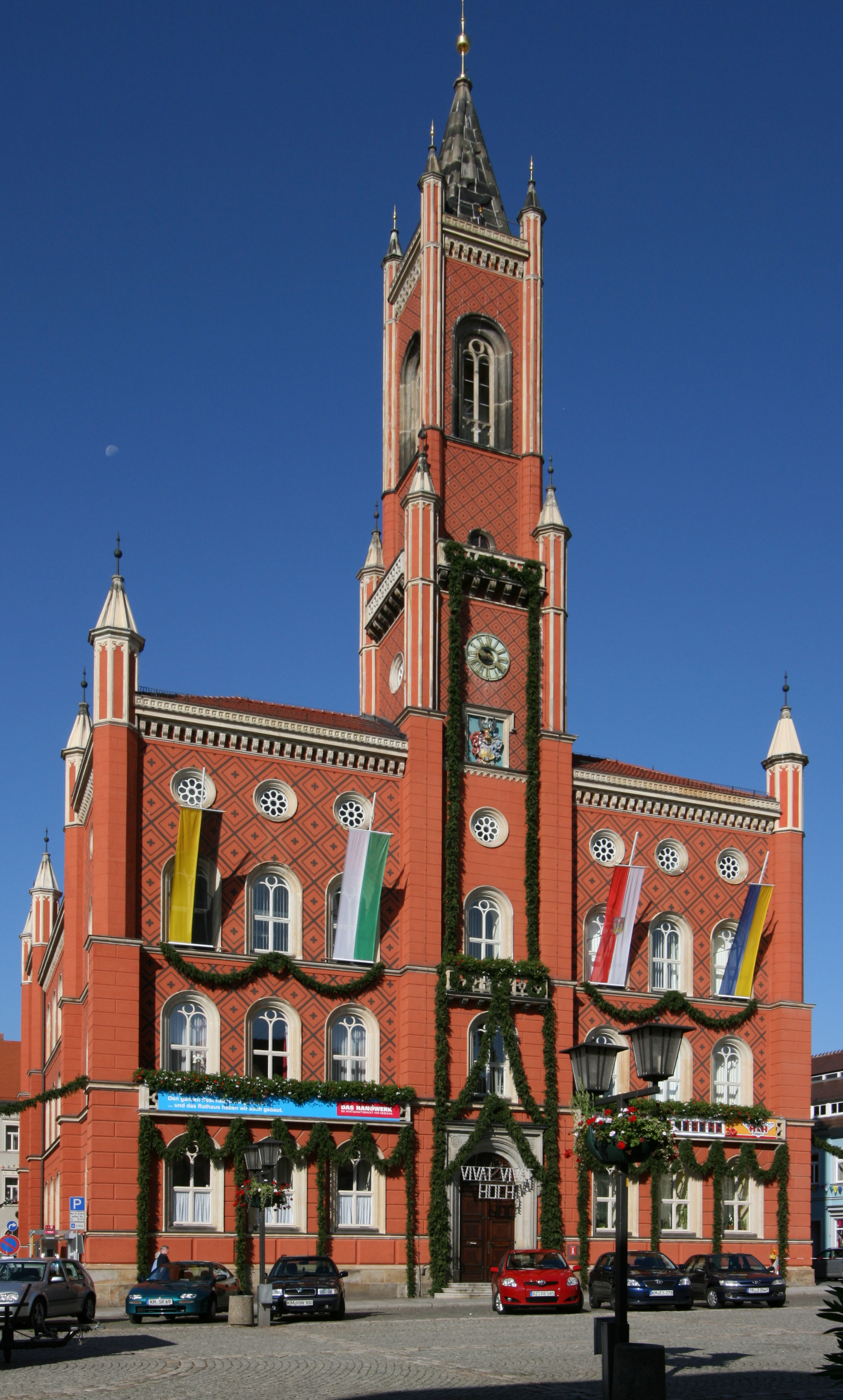
Rathaus Kamenz, Sitz des Bezirksgerichtes

Das Bezirksgericht Kamenz war von 1856 bis 1860 ein Gericht im Königreich Sachsen mit Sitz in Kamenz.

## Geschichte
Mit dem Gesetz, die künftige Einrichtung der Behörden erster Instanz für Rechtspflege und Verwaltung betreffend vom 11. August 1855 wurden die Eingangsgerichte neu geordnet. Die Patrimonialgerichte wurden endgültig aufgelöst, Verwaltung und Rechtsprechung getrennt. Die Details der Verwaltungsreform regelten das sächsische Gerichtsverfassungsgesetz vom 11. August 1855 und die Verordnung über die Bildung der Gerichtsbezirke vom 2. September 1856.
Eingangsgerichte waren nur die Gerichtsämter und Bezirksgerichte. Als mittlere Instanz wurden vier Appellationsgerichte eingerichtet. Oberste Instanz war das Oberappellationsgericht Dresden.
Das Bezirksgericht Kamenz war dem Appellationsgericht Budissin nachgeordnet. Das Bezirksgericht war Gerichtsamt für die Stadt Kamenz. Daneben waren ihm folgende Gerichtsämter nachgelagert: Gerichtsamt Kamenz, Gerichtsamt Königsbrück und Gerichtsamt Pulsnitz. 1860 wurden das Bezirksgericht Kamenz aufgehoben. Die Stadt Kamenz wurde dem Gerichtsamt Kamenz zugeordnet, die drei Gerichtsämter dem Bezirksgericht Budissin nachgeordnet.

## Personal und Sitz
Leiter des Gerichts war der Bezirksgerichtsdirektor Friedrich Theophil Hensel, der bereits vorher Justizamtmann am Justizamt Kamenz gewesen war. Das weitere Personal bestand aus vier Richtern, einem Staatsanwalt, einem Aktuar und vier anderen Mitarbeiter als Kassen-, Expedienten- und Dienerpersonal. Sitz des Gerichtes war das Rathaus Kamenz. In der zweiten Etage des Rathauses waren dort durch den Umbau des Bürgersaales Räume für das Bezirksgericht entstanden.